# Justiniano (general)
Justiniano (em latim: Iustinianus; em grego: Ἰουστινιανός; Constantinopla, após 525 – 582) foi um aristocrata e general bizantino, e um parente dos membros da dinastia justiniana. Surge nas fontes no final da década de 550, quando acompanharia seu pai Germano e seu irmão Justino em uma expedição contra o Reino Ostrogótico que não se materializou devido à morte de Germano. Como soldado, teve distinta carreira nos Bálcãs onde lutou contra os eslavos e no Oriente contra o Império Sassânida, angariando inúmeras vitórias para o império. Em seus últimos anos, conspirou por duas vezes, sem sucesso, com a imperatriz Sofia contra o regente e depois imperador Tibério II (r. 574–582).

## Biografia

### Origem e começo da carreira

Bálcãs no século VI

Justiniano nasceu em Constantinopla após 525. Era o segundo filho de Germano, um primo do imperador Justiniano I (r. 527–565) e tinha um irmão mais velho, Justino, e uma irmã, Justina, que casou-se com o general João. Talvez foi pai do césar Germano que esteve ativo em 582. Foi nomeado comandante militar pela primeira vez em 550, quando, junto com seu irmão Justino, foram acompanhar seu pai em sua expedição contra a Itália ostrogótica. Germano, contudo, morreu subitamente no outono de 550, antes do exército deixar os Bálcãs, onde foi montado. Depois disso, Justiniano e João (genro de Germano) receberam a ordem de enviar o exército para Salona (moderna Split, Croácia), em preparação para cruzar o Adriático em direção à Itália ou então marchar ao Vêneto. João permaneceu no comando do exército até o eunuco Narses, que foi nomeado como o novo comandante-em-chefe da expedição no começo de 551, chegar em Salona para assumir o comando. No começo de 552, Justiniano foi colocado como chefe de uma expedição contra os eslavos que estavam atacando a Ilíria, e logo após, foi enviado para auxiliar os lombardos contra os gépidas. Seu irmão Justino foi também um membro deste exército. Os dois, contudo, foram detidos pela necessidade de acabar com uma revolta na cidade de Ulpiana, e nunca ajudaram os lombardos.

### Carreira no Oriente

Fronteira romano-persa

Nada se sabe sobre Justiniano durante os próximos 20 anos. Cerca de 572, contudo, tinha sido elevado à posição de patrício e foi colocado como comandante-em-chefe das forças do setor nordeste da fronteira com o território sassânida (mestre dos soldados da Armênia). Em 2 de fevereiro, recebeu em Teodosiópolis a cabeça do marzobã da Armênia Surena, que foi assassinado pelo nacarar persarmênio Vardanes III e seus apoiantes. Ainda em 572, apoiou as forças armênias em sua defesa de Dúbio, e, quando a fortaleza posteriormente caiu, a recapturou no mesmo ano. Durante a recaptura de Dúbio, os bizantinos incendiaram a Igreja de Gregório, o Iluminador, que estava fora da cidade e foi utilizada como armazém pelos persas. A destruição deste local sagrado enfureceu os armênios e logo foi reconvocado para Constantinopla e substituído por João. No final de 574 ou começo de 575, foi nomeado mestre dos soldados do Oriente e comandante geral das tropas no Oriente. Neste papel, começou a treinar as inúmeras tropas recrutadas pelo império, e efetuou uma reconciliação com o filarco gassânida Alamúndaro III, restaurando então a tradicional aliança bizantina com estes povos. Um tratado de três anos foi logo depois concluído no fronte mesopotâmico, mas este não se aplicou à Armênia.

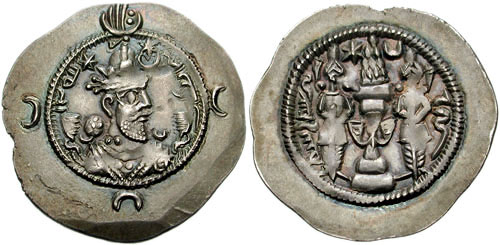
Dracma de r.

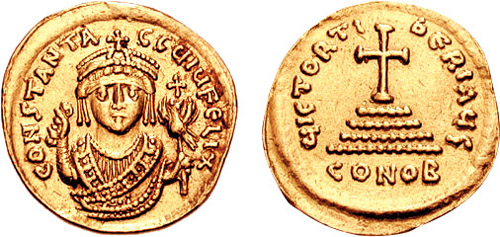
Soldo do imperador r.

No verão de 575 ou 576, Justiniano falhou em bloquear o avanço do exército persa liderado pelo próprio xá Cosroes I (r. 531–579) através da Armênia. Quando o xá entrou na Capadócia e avançou em direção a Cesareia, Justiniano reuniu um exército superior e bloqueou a passagem da montanha que conduzia a ela. Cosroes se retirou, saqueando Sebasteia no processo. Justiniano perseguiu Cosroes e por duas vezes prendeu-o em um movimento de pinça: da primeira vez, o xá e seu exército apenas escaparam após abandonar seu acampamento e pertences para os bizantinos, enquanto na segunda, os romanos foram derrotados em um ataque noturno contra o acampamento deles próximo de Melitene devido a discórdia entre os comandantes do exército. Então os bizantinos invadiram Melitene e a destruíram.
À medida que o exército persa estava se preparando para cruzar o Eufrates, contudo, foi apanhado pelas forças de Justiniano. No dia seguinte, os dois exércitos alinharam-se em formação de batalha próximo de Melitene, mas não colidiram. Ao cair da noite, os persas tentaram cruzar o rio em segredo, mas foram detectados e atacados pelos bizantinos durante a travessia. Os persas sofreram pesadas baixas, enquanto os bizantinos capturaram um grande botim, incluindo 24 elefantes de guerra que foram enviados para Constantinopla.  No inverno seguinte, Justiniano avançou profundamente no território bizantino, através da Azerbaijão, e invernou com seu exército na margem sul do mar Cáspio. No entanto, foi incapaz de recuperar o controle da Armênia.
Em 576/7, o general persa Tamcosroes invadiu a Armênia, onde derrotou os bizantinos sob Justiniano. Depois, Tamcosroes e Adarmanes lançaram um grande raide na província bizantina de Osroena. Ameaçaram a cidade de Constantina, mas recuaram quando receberam a informação da aproximação de um exército sob Justiniano. Após estas reveses, no mesmo ano, o césar e regente Tibério nomeou Maurício como sucessor de Justiniano.

### Últimos anos e intrigas na corte

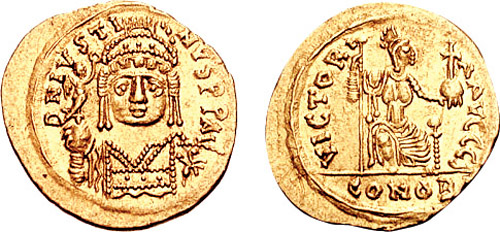
soldo de r.

Retornando à capital, de acordo com registros preservados exclusivamente em fontes ocidentais, Justiniano envolveu-se em uma conspiração com a imperatriz Sofia sobre a sucessão de seu marido, Justino II (r. 565–578), cuja saúde estava rapidamente se deteriorando. Pretendiam assassinar o herdeiro de Justino, o césar Tibério (que reinou como Tibério II em 578–582), e colocar Justiniano ao trono. Tibério, contudo, descobriu o conluio, ao que Justiniano pedia perdão e ofereceu ca. 680 quilos de ouro como um sinal de contrição. Logo, contudo, entre 579 e 581, Sofia e Justiniano estavam tramando novamente. Esta conspiração também foi descoberta, mas Justiniano foi novamente perdoado. Justiniano tinha uma filha e um filho, que é identificado com Germano, que foi casado com a filha de Tibério, Carito, e então elevado ao posto de césar. Justiniano morreu em Constantinopla em 582.